# Le Teuf-Teuf-Club
Le Teuf-Teuf Club ou de Tuf-Tuf club en Néerlandais est le vingtième album de bande dessinée de la série Bob et Bobette. Il porte le numéro 133 de la série actuelle. Il a été écrit par Willy Vandersteen et publié dans De Standaard et Het Nieuwsblad du 13 juin 1951 au 27 octobre 1951.

## Synopsis
Un corbeau noir enlève Sidonie et l’amène en l’année 1851 où elle est présentée aux membres du teuf-teuf club. Il semble en effet qu’une malédiction frappe la famille de Sidonie. Bob, Bobette et Lambique suivent tante Sidonie dans cette époque, et entreprennent de la sauver ainsi que de sauver sa famille de la malédiction qui pèse sur elle.

## Personnages principaux
- Bobette
- Bob
- Lambique
- Sidonie
- Barabas

## Personnages secondaires
- Le corbeau Noir (première apparition)
- La sorcière Krama
- Le baron de la Galette

## Inventions
- Le télétemps

## Lieux
- Belgique
- Peau de Chagrin

## Autour de l'album
- Dans cette histoire, le « Télétemps » est utilisée pour la première fois pour envoyer des gens à une autre époque. Dans l'île d'Amphoria, la machine à remonter le temps ne pouvait montrer que des images du passé.

- Le nom du baron en Néerlandais est « Van Stiefrijke » qui signifie en flamand occidental « très riche ». Dans la version française, le nom est devenu « De la Galette ».
- Le nom « Peau de chagrin » est dans la version originale néerlandaise « Kommersbonten » et est basé sur l'expression du mot péjoratif flamand « Bommerskonten ».
- Il y avait aussi un site web et une association aux Pays-Bas et en Belgique appelé « Tuf-tuf Club », qui tire son nom de cette histoire. Cette association avait pour objectif de dénoncer les limitations de vitesse qu'ils jugeaient contraignantes et abusives, mais leur approche et leur attitude étaient controversées. Sous le nom de Tuf Tuf Club, ils détruisaient plusieurs radars[2].
- Les voitures jouent un rôle important dans cette histoire, mais c'est historiquement incorrect car cela se déroule en grande partie en 1854. L'utilisation de la voiture n'a fait son apparition qu'en 1885, et n'est devenue générale qu'en 1905.

## Éditions
- De tuftuf Klub, Standaart, 1952 : Édition originale en néerlandais
- Le Teuf-Teuf Club, Erasme, 1954 : Première édition française comme numéro 6 de la série rouge en bichromie.
- Le Teuf-Teuf-Club, Erasme, 1972 : Réédition comme numéro 133 de la série actuelle en couleur.